# دایسوکه هاناهارا
دایسوکه هاناهارا (انگلیسی: Daisuke Hanahara؛ زادهٔ ۱۱ دسامبر ۱۹۶۹) کشتی‌گیر اهل ژاپن بود.